# Computer and Internet Protocol Address Verifier
CIPAV (Computer and Internet Protocol Address Verifier) ist eine Windows-basierte Spionagesoftware, welche vom FBI verwendet wird, um PCs von Verdächtigen zu durchsuchen. Im Gegensatz zum sogenannten Bundestrojaner wird es vom FBI nur mit einem richterlichen Durchsuchungsbefehl eingesetzt.
Nach der Installation sendet die Software Daten über Festplatteninhalte, benutzte und installierte Programme, Informationen über den Browser und Betriebssystem, sowohl Seriennummer, als auch sämtlichen Benutzerinformationen aus der Windows-Registry. Die übermittelten Aktivitäten im Internet setzen sich aus den besuchten URL und sämtlichen angesteuerten IP-Adressen zusammen.

## Verbreitungstechnik
Nach Aussage des FBI wird die Software von einem Computer per E-Mail oder Instant Messaging versendet und installiert sich auf dem Zielcomputer. Auch kann die Software über Internetangebote anderer Internetdienstleister wie MySpace oder Google Mail auf den Zielcomputer übertragen werden.
Es gibt die Vermutung, dass diese Erklärung einer technisch eher einfachen Verbreitung vom FBI nur vorgeschoben wird, um zu kaschieren, dass solche Software sehr viel effektiver (also ohne einen Anwenderfehler oder den Einbruch in einen fremden Rechner) mit Hilfe einer Man-in-the-middle-Angriff über Updates des Betriebssystems oder des Virenscanners installiert werden können. Wenn eine Zusammenarbeit mit den Herstellern von Betriebssystem oder Virenscannern besteht, gibt es für den Nutzer fast keine technischen Möglichkeiten, sich gegen solche Angriffe zu wehren.

## Bundestrojaner
Im Juli 2007 erkundigten sich deutsche Bundesbehörden bei den USA nach dem Überwachungsprogramm CIPAV. Ob das Programm oder Informationen über seine Funktionsweise vom FBI an die deutschen Bundesbehörden weitergeleitet wurden, ist unbekannt.